# Крутой (Краснодарский край)
Крутой — посёлок в Тихорецком районе Краснодарского края России. Административный центр Крутого сельского поселения.

## Население
| 2002 | 2010 |
| ---- | ---- |
| 741  | ↗811 |

## Улицы
- ул. Клубная,
- ул. Клубная-Садовая,
- ул. Коммунистическая,
- ул. Мира,
- ул. Набережная,
- ул. Новая,
- ул. Октябрьская,
- ул. Победы,
- ул. Полевая,
- ул. Садовая,
- ул. Школьная[4].

## Экономика
В поселке работает одно сельхоз-предприятие ЗАО "Нива". 
В советское время посёлок Крутой был одним из отделений Совхоза "Тихорецкий", в 1992 году совхоз прекратил свое существование. В марте 1992 ТОО "Нива" стала одним из правопреемников совхоза "Тихорецкий", после нескольких преобразований закрепляется название ЗАО "Нива".
Также ведут свою деятельность крестьянско-фермерские хозяйства.